# Raúl García Carnero
Raúl García Carnero (La Coruña, España, 30 de abril de 1989) es un exfutbolista español que jugaba como defensa. Su último equipo fue el R. C. Deportivo de La Coruña de la Primera Federación.

## Trayectoria
Comenzó la práctica del fútbol en la cantera del Victoria Club de Fútbol y llegó al R. C. Deportivo de La Coruña con doce años. En la temporada 2008-09 llega al R. C. Deportivo de La Coruña "B", pero es cedido al Montañeros C. F., donde consiguió el ascenso a Segunda "B".
Tras volver a la disciplina deportivista, su buen papel en el R. C. Deportivo de La Coruña "B" le llevó a debutar en Primera División frente al Club Atlético de Madrid en la temporada 2009-10, en la que participó en un total cinco partidos. Al no tener sitio en la plantilla dirigida de Miguel Ángel Lotina, la temporada 2010-11 volvió al filial coruñés en su vuelta a Segunda "B".
En la temporada 2011-12, tras el descenso del R. C. Deportivo de La Coruña "B", pasó a las filas de la U. D. Melilla en calidad de cedido.
Al final de la misma, no renovó con el Deportivo y fichó por la U. D. Almería "B". En la temporada 2012-13, alternó partidos con el segundo y primer equipo de la U. D. Almería, y consiguió el ascenso a la Primera División con este último después de disputar diez encuentros y marcar un gol contra el R. C. Recreativo de Huelva.
En la temporada 2013-14 el jugador subió definitivamente al primer equipo almeriense, coincidiendo con el ascenso al banquillo del primer equipo del técnico del filial Francisco, con quien jugó nueve partidos en la primera vuelta antes de ser cedido al Deportivo Alavés el 31 de enero de 2014. El papel del lateral gallego en el tramo final de liga fue una de las claves de la salvación del Deportivo Alavés.
El 30 de junio, tras concluir su cesión, regresó a Almería. A su llegada a la U. D. Almería, el técnico Francisco le comunica que no cuenta con él, por lo que tras rescindir su contrato firma hasta 2016 por el Deportivo Alavés. En su primera temporada completa con el equipo vitoriano se convierte en un jugador clave y se muestra como uno de los mejores laterales izquierdos de la categoría. En la temporada siguiente consigue el ascenso a Primera División con el conjunto vasco.
En el verano de 2017, tras cuatro temporadas en Vitoria, fichó por el Club Deportivo Leganés hasta julio de 2019.
En enero de 2019 llegó al Girona F. C. hasta final de temporada después de haber rescindido su contrato con el C. D. Leganés. El 1 de julio se hizo oficial su fichaje por el Getafe C. F., que en enero de 2020 lo cedió hasta final de temporada al Real Valladolid C. F. y el 28 julio lo traspasó al mismo conjunto vallisoletano, firmando un contrato hasta 2023.
El 15 de julio de 2022 renovó su contrato con el Real Valladolid por un año más y regresó al R. C. Deportivo de La Coruña para jugar cedido la temporada 2022-23. Para la temporada 2023-24 retornó al Real Valladolid C. F., pero el 7 de julio de 2023 rescindió contrato con el equipo pucelano con el que le quedaba un año de contrato.

## Clubes
- Actualizado hasta la temporada 2022-23.

| Club                                  | País          | Año           | Partidos | Goles |
| ------------------------------------- | ------------- | ------------- | -------- | ----- |
| Montañeros C. F. (cedido)             | España        | 2008-2009     | 27       | 1     |
| R. C. Deportivo de La Coruña "B"      | España        | 2009-2011     | 57       | 0     |
| R. C. Deportivo de La Coruña          | España        | 2009-2010     | 5        | 0     |
| U. D. Melilla (cedido)                | España        | 2011-2012     | 28       | 0     |
| U. D. Almería "B"                     | España        | 2012-2013     | 20       | 1     |
| U. D. Almería                         | España        | 2013-2014     | 13       | 1     |
| Deportivo Alavés                      | España        | 2014-2017     | 103      | 7     |
| C. D. Leganés                         | España        | 2017-2019     | 30       | 0     |
| Girona F. C.                          | España        | 2019          | 12       | 0     |
| Getafe C. F.                          | España        | 2019-2020     | 9        | 0     |
| Real Valladolid C. F.                 | España        | 2020-2023     | 29       | 1     |
| R. C. Deportivo de La Coruña (cedido) | España        | 2022-2023     | 23       | 1     |
| Total carrera                         | Total carrera | Total carrera | 356      | 12    |